# 女優フランシス
『女優フランシス』（原題：Frances）は、1982年に公開されたアメリカ合衆国の映画作品。

## 概要
この映画は、1930年代に活躍した女優・フランシス・ファーマーの悲劇的な人生を描いている。
実話を基にしているが脚色が多く、凋落の末にロボトミーを受けたといった架空の出来事も描かれている。

## キャスト
- フランシス・ファーマー：ジェシカ・ラング
- ハリー・ヨーク：サム・シェパード
- リリアン・ファーマー：キム・スタンレー
- アーネスト・ファーマー：バート・バーンズ
- クリフォード・オデッツ：ジェフリー・デマン
- ハロルド・クラーマン（英語版）：ジョーダン・チャーニイ
- Dr.サイミントン：レイン・スミス
- 精神病患者：アンジェリカ・ヒューストン
- ルーサー：ケビン・コスナー
- バイクの警官：ビフ・イェーガー
- Mr.ベベ：アラン・リッチ

### 受賞歴
| 賞           | 部門       | 対象             | 結果       |
| ------------ | ---------- | ---------------- | ---------- |
| アカデミー賞 | 主演女優賞 | ジェシカ・ラング | ノミネート |
| アカデミー賞 | 助演女優賞 | キム・スタンレー | ノミネート |